# Keskenylevelű gyapjúsás
A keskenylevelű gyapjúsás (Eriophorum angustifolium) a sásfélék (palkafélék) családjába tartozó védett növény.

## Leírása

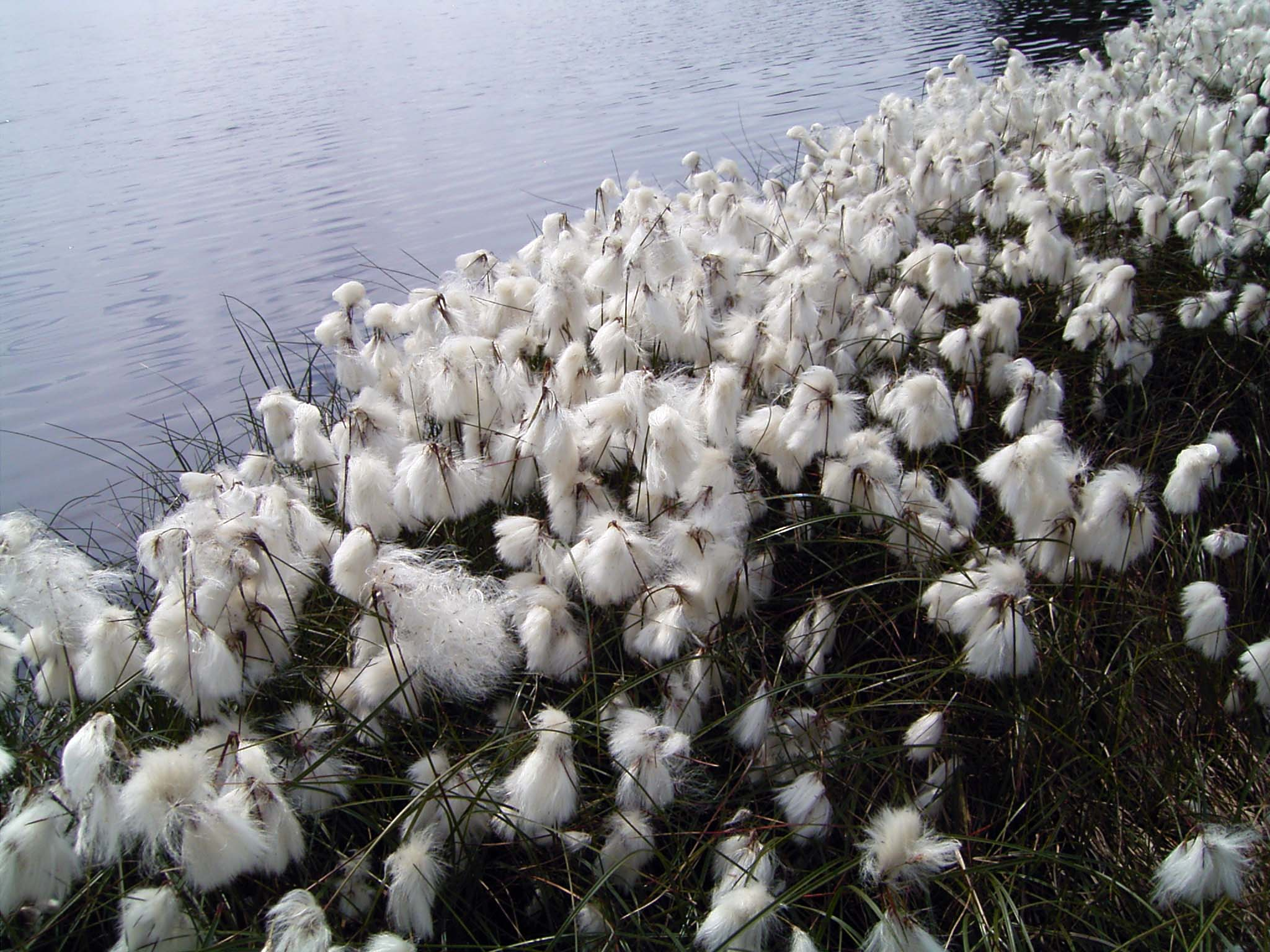

30–60 cm magasra nő meg, föld alatti tarackokat képez, tövénél rózsaszín-pirosan futtatott. Szára hengeres, 3–6 mm széles szállevelei szálasak, árkoltak, háromszögletű csúcsba keskenyedők, a legfelső levélhüvelyek hólyagosan szélesedők. Április-májusban virágzik, füzérkocsányai simák, fehér lepelsertéi 3–4 mm hosszúak, portokjai 2,5–3 mm hosszúak, kicsi, sötét vörösbarna pelyvái egyerűek.

## Élőhelye, életmódja
Sík- és dagadó-, átmeneti lápokon szinte egész Európában elterjedt, nálunk a középhegységi, dunántúli és a Duna-Tisza közi mészkerülő, tőzegmohás és üde lápréteken, magassásosokban szórványosan fordul elő. Április–májusban virágzik. A Mátrában és a Csombárdi-réten is találhatóak állományai.